# Miroslav Holub
Miroslav Holub (Pilsen, 13 september 1923 – Praag, 14 juli 1998) was een Tsjechische dichter, arts en immunoloog.
Holub werkte als wetenschappelijk medewerker aan het biologisch instituut in Praag. Pas tijdens de dooi (van de 'verbanning' van kunst in de Sovjet-Unie) in de tweede helft van de jaren 50 publiceerde hij zijn gedichten. Samen met Milan Kundera en anderen stichtte hij het poëzieschrift 'Kveten' (Mei). Door zijn actieve deelname aan de Praagse Lente werd hij na de inval ontslagen aan het onderzoeksinstituut en verdwenen zijn boeken uit de rekken van bibliotheken en winkels. Pas na de publieke schuldbekentenis kreeg hij een nieuwe functie, maar zijn poëzie bleef verbannen tot 1982.
- Bibsys: 90122929
- Bibliothèque nationale de France: cb12315681v (data)
- CiNii: DA03367216
- Digitale Bibliotheek voor de Nederlandse Letteren: holu001
- Gemeinsame Normdatei: 130180548
- International Standard Name Identifier: 0000 0001 2138 8006
- Library of Congress Control Number: n50028157
- Nationale Bibliotheek van Tsjechië: jk01041818
- Nationale bibliotheek van Australië: 35203950
- Nationale Bibliotheek van Israël: 987007431602905171
- Nederlandse Thesaurus van Auteursnamen: 074290908
- SNAC: w65b04vp
- Système universitaire de documentation: 032053479
- Trove: 863805
- Virtual International Authority File: 71459062
- WorldCat: E39PBJt8jHvbvg7mfBq4KxBXVC